# II. Halparuntijasz
II. Halparuntijasz (hettita nyelven Ḫalpapa-run-ti-ya-š[a]) Gurgum királya, II. Muvatallisz fia. Azonosnak tekintik a III. Sulmánu-asarídu felirataiból ismert Qalparunta (II. Qalparunda) unkibeli királlyal.
Gurgum fővárosában, Markaszuban hatalmas fogadalmi szobra maradt fenn, rajta luvi hieroglifákkal a neve.

## Külső hivatkozások
| Előző uralkodó: II. Muvatallisz | Gurgum királya i. e. 830 – (?) | Következő uralkodó: II. Laramasz |